# Élections régionales de 2025 dans le land de Vienne
Les élections régionales de 2025 dans le land de Vienne (en allemand : Landtags- und Gemeinderatswahl in Wien 2025) ont lieu le 27 avril 2025 dans le land autrichien de Vienne.

## Contexte
Les élections régionales de 2020 voient la victoire du Parti social-démocrate (SPÖ), mené par le bourgmestre Michael Ludwig, avec 41,6 % des voix en améliorant son résultat de 2015 après une tendance à la baisse lors des précédents scrutins. Les Verts avec Birgit Hebein progressent également en obtenant leur meilleur résultat jusqu'à présent à Vienne avec 14,8 %. Mené par Christoph Wiederkehr, NEOS enregistre un léger progrès avec 7,5 %. Après avoir enregistré le pire résultat de son histoire en 2015, le Parti populaire (ÖVP), avec l'ancien ministre fédéral des finances Gernot Blümel comme tête de liste, parvient à doubler son nombre de voix en obtenant 20,4 %. Le Parti de la liberté (FPÖ) de Dominik Nepp perd plus des deux tiers de ses voix et atteint 7,1 %, soit son pire résultat depuis les élections régionales de 1983.
Après des discussions pour former un gouvernement entre le SPÖ et l'ÖVP, les Verts et NEOS, le SPÖ décide étonnamment d'entamer des négociations pour un accord de coalition avec NEOS au lieu des Verts, son partenaire de la coalition précédente. Une coalition avec l'ÖVP est rejetée en raison de désaccords sur différents sujets, et une avec le avec le FPÖ est rejetée d’emblée par le SPÖ,.
Le 16 novembre 2020, les premiers objet du programme de la coalition sociale-libérale sont présentés. Le 24 novembre 2020, Michael Ludwig du SPÖ est réélu bourgmestre avec 60 voix sur 100, dont 54 de la nouvelle coalition, et le nouveau gouvernement municipal prête serment devant le président fédéral Alexander Van der Bellen,.

## Système électoral
Le Conseil municipal et Landtag de Vienne est composé de 100 sièges élus au scrutin proportionnel plurinominal à liste ouverte dans le cadre d'un processus en deux étapes. Les sièges sont répartis entre dix-huit circonscriptions plurinominales. Pour que les partis reçoivent une représentation au Landtag, ils doivent soit remporter au moins un siège dans une circonscription, soit franchir un seuil électoral de 5 % à l'échelle du Land. Les sièges des circonscriptions sont répartis selon le quotient de Hare, tous les sièges restants au niveau de Land sont attribués selon la méthode D'Hondt, afin d'assurer la proportionnalité globale entre la part des voix d'un parti et sa part de sièges.

## Analyse et conséquences

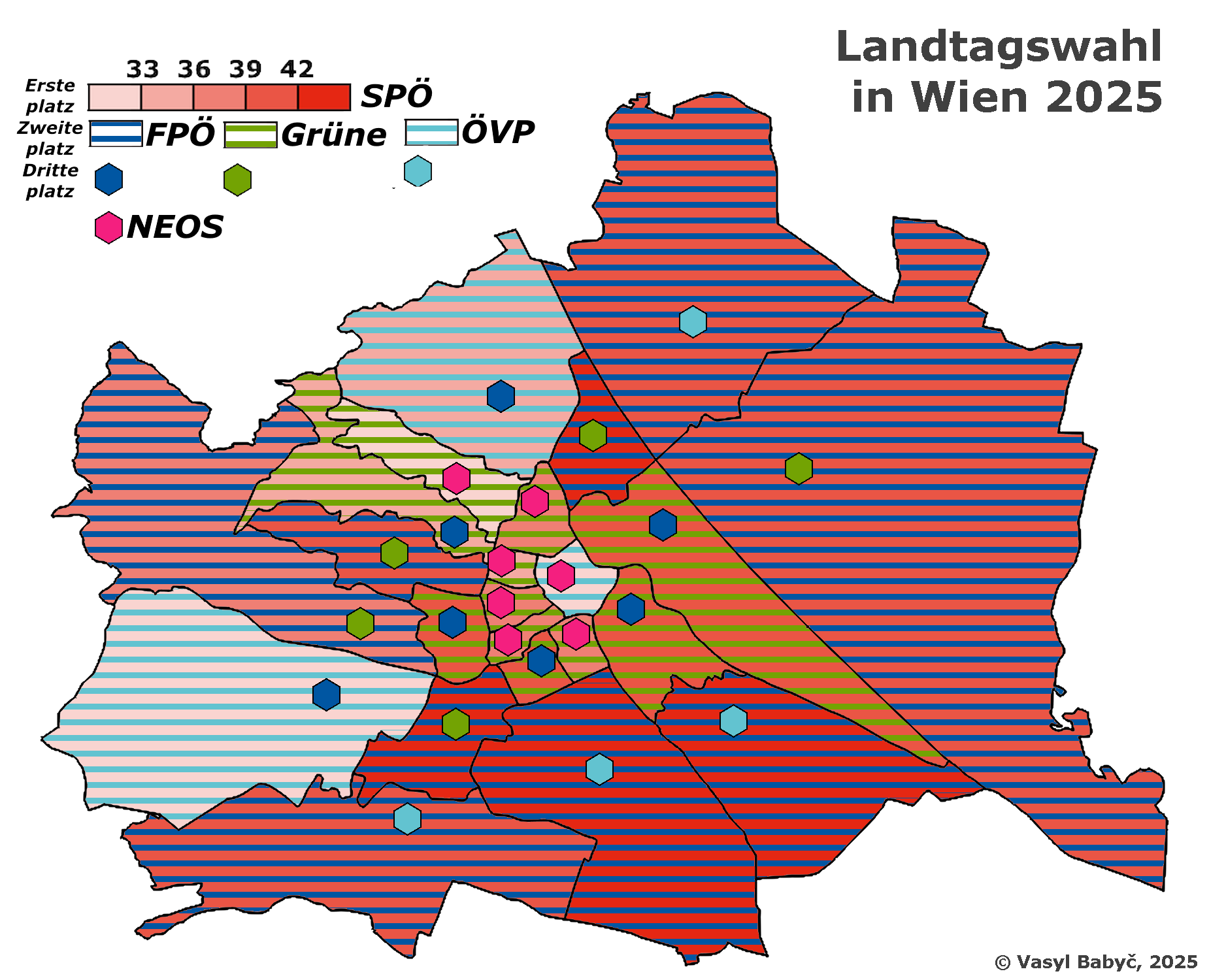
Résultats par district.

## Résultats

### Au niveau régional
|                        |                                                               |           |       |       |        |               |  |  |  |  |  |  |  |  |
| Parti                  | Parti                                                         | Voix      | %     | +/-   | Sièges | +/-           |  |  |  |  |  |  |  |  |
|                        | Parti social-démocrate d'Autriche (SPÖ)                       | 268 514   | 39,38 | 2,24  | 43     | 3             |  |  |  |  |  |  |  |  |
|                        | Parti de la liberté d'Autriche (FPÖ)                          | 138 761   | 20,35 | 13,24 | 22     | 14            |  |  |  |  |  |  |  |  |
|                        | Les Verts - L'Alternative verte (Grünen)                      | 98 995    | 14,52 | 0,28  | 15     | 1             |  |  |  |  |  |  |  |  |
|                        | NEOS - La nouvelle Autriche et le Forum libéral (NEOS)        | 68 152    | 10,00 | 2,53  | 10     | 2             |  |  |  |  |  |  |  |  |
|                        | Parti populaire autrichien (ÖVP)                              | 65 820    | 9,65  | 10,78 | 10     | 12            |  |  |  |  |  |  |  |  |
|                        | Liste commune KPÖ-Gauche (KPÖ)                                | 27 657    | 4,06  | 2,00  | 0      | en stagnation |  |  |  |  |  |  |  |  |
|                        | Team HC Strache - Alliance pour l'Autriche (HC)               | 7 533     | 1,10  | 2,15  | 0      | en stagnation |  |  |  |  |  |  |  |  |
|                        | L'Autriche sociale du futur (SÖZ)                             | 5 737     | 0,84  | 0,36  | 0      | en stagnation |  |  |  |  |  |  |  |  |
|                        | Pro 23 pour un Liesing vivable et solide (PRO)                | 525       | 0,08  | 0,03  | 0      | en stagnation |  |  |  |  |  |  |  |  |
|                        | Plateforme Sans-abri - Pauvreté - Chômeurs - Inflation (HERZ) | 114       | 0,02  | Nv.   | 0      | en stagnation |  |  |  |  |  |  |  |  |
|                        |                                                               |           |       |       |        |               |  |  |  |  |  |  |  |  |
| Votes valides          | Votes valides                                                 | 681 808   | 97,91 |       |        |               |  |  |  |  |  |  |  |  |
| Votes blancs et nuls   | Votes blancs et nuls                                          | 14 537    | 2,09  |       |        |               |  |  |  |  |  |  |  |  |
| Total                  | Total                                                         | 696 345   | 100   | –     | 100    | en stagnation |  |  |  |  |  |  |  |  |
| Abstentions            | Abstentions                                                   | 413 591   | 37,26 |       |        |               |  |  |  |  |  |  |  |  |
| Inscrits/Participation | Inscrits/Participation                                        | 1 109 936 | 62,74 |       |        |               |  |  |  |  |  |  |  |  |